# Janfida
Janfida (en armenio: Ջանֆիդա) es una comunidad rural de Armenia ubicada en la provincia de Armavir.
En 2009 tenía 3331 habitantes.
La economía local se basa en la agricultura y la ganadería.
Se ubica en el sur de la provincia, a orillas del río Aras que marca la frontera con Turquía, unos 15 km al sur de la capital provincial Armavir y unos 15 km al norte de la ciudad turca de Iğdır.

## Demografía
Evolución demográfica:
| Año        | 1831 | 1897 | 1926 | 1939 | 1959 | 1970 | 1979 | 1989 | 2001 | 2004 |
| Habitantes | 283  | 1071 | 1546 | 1382 | 1827 | 2311 | 2321 | 1989 | 3088 | 3150 |